# Salle de consommation à moindre risque
Pour un article plus général, voir Réduction des risques liés à la toxicomanie.
Une salle de consommation à moindre risque (SCMR) ou local d'injection en Suisse ou encore centre d'injection supervisée (CIS) au Canada, est un lieu où les usagers de drogues s'injectant par voies intraveineuses peuvent venir pratiquer leur injection dans de bonnes conditions sanitaires et d'hygiène ainsi qu'en présence d'un personnel formé. Il est aussi possible d'y échanger les seringues. Par contre, la drogue n'est pas fournie aux usagers en situation de dépendance.
Elles se situent généralement à proximité des lieux d'achats et de consommations des produits. Elles peuvent être mises à disposition par l'État. C'est en Suisse que la première salle a été ouverte : Berne en 1986. D'autres pays européens comme l'Espagne, l'Allemagne, le Luxembourg, le Danemark, la Norvège et les Pays-Bas ont aussi ouvert ce type de salles. On en trouve également à Vancouver (Canada) et à Sydney (Australie).

## Dans le monde

### Allemagne
La politique allemande varie en fonction des Länder. Ainsi en 2012, le pays compte 26 centres dans 17 villes réparties de manière très inégale.

### Belgique
Un projet pilote de la fondation TADAM (Traitement assisté par diacétylmorphine) a été lancé en 2011 à Liège. Le projet n'a pas été reconduit mais, en 2015, la ville comptait créer un nouveau centre. En septembre 2018, la salle est rouverte au même endroit, rue Florimont,.

### Espagne
L’Espagne possède des centres de consommation et des salles mobiles, mais la crise motive l'État à diminuer le financement de ces aides.

### France

#### Montpellier
En 1994, une salle de consommation a ouvert à Montpellier gérée par l'association ASUD. Elle a été fermée à la suite du malaise d'une adolescente en juillet 1995. L'enquête sur l'overdose s'est conclue par un non-lieu à la suite du décès de l'éducateur qui s'était occupé de la jeune femme.

#### Paris

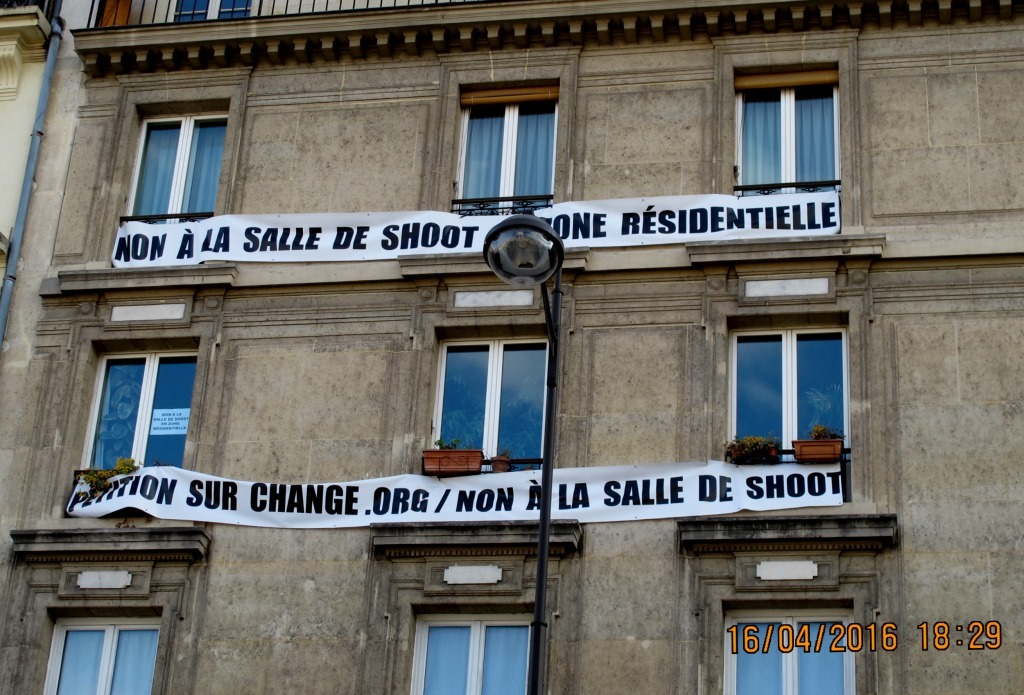
Opposition des riverains à l'ouverture d'une SCMR, avril 2016.

Défendue depuis le 14 décembre 2009 par le député Jean-Marie Le Guen, le gouvernement Jean-Marc Ayrault valide en 2013 l'ouverture d'une salle de consommation à moindre risque à titre expérimental aux abords de la Gare du Nord à Paris. Cette salle est gérée par l'association Gaia-Paris dans un espace mis à disposition par la SNCF dont l'accès se situe rue Ambroise-Paré dans le 10e arrondissement.
Plusieurs associations ont dénoncé le manque de moyens alloués à cette salle et son caractère non médical. Les riverains ont également manifesté leurs inquiétudes à l'occasion de plusieurs réunions et manifestations. Ces inquiétudes concernent l'emplacement de la structure à proximité directe d'immeubles d'habitations, d'écoles maternelles et primaires, du Théâtre des Bouffes du Nord et l'absence de chiffres démontrant l'efficacité de la démarche[réf. nécessaire]. Serge Federbusch, élu UMP du 10e arrondissement a organisé le 14 avril 2013 une votation au cours de laquelle parmi 296 votants, plus de 90 % se sont déclarés défavorables au projet. 
Le 6 août 2013, le Conseil d'État a jugé recevable une plainte de l'association Parents contre la Drogue à l'encontre de la décision du Premier ministre d'ouvrir une salle de consommation de drogues. Le 8 octobre 2013, il déclare que l'ouverture d'une telle salle de consommation de drogues à moindre risque n'est pas juridiquement conforme à la loi de 1970 sur les stupéfiants, et recommande de légiférer. Cela a pour effet de repousser l'ouverture. 
L'association parisienne Vivre Gare du Nord et Gare de l'Est souhaite que la salle de shoot soit intégrée aux structures hospitalières situées à proximité immédiate (hôpital Lariboisière, hôpital Fernand-Widal) pour constituer un accompagnement médical des personnes dépendantes. 
Le 17 octobre 2016, la salle de consommation à moindre risque est ouverte, elle est accessible tous les jours de 13 h 30 à 20 h 30 à l'hôpital Lariboisière. La drogue n'est pas fournie, mais du matériel stérile et une assistance médicale sont mis à disposition afin que les usagers de drogues puissent consommer leur drogue dans de bonnes conditions sanitaires. L'aide est dispensée par du personnel médical et social.
Après un mois d'ouverture, le maire du Xe arrondissement estime le résultat de l'initiative « très positif », alors que l'association Parents contre la drogue recueille les témoignages de riverains mécontents. À la suite de violences survenues le dimanche 26 février 2017 à Paris, un collectif de riverains dénonce les multiples désagréments dont ils sont victimes notamment une « bataille rangée d'une extrême violence entre deux bandes rivales de toxicomanes et de dealers ».
En mai 2021, Mounir Mahjoubi, face à l'augmentation de la toxicomanie dans les quartiers nord-est de Paris, propose de mettre en place une salle de consommation à moindre risque près des Invalides. En septembre, toujours dans le contexte de la crise du crack à Paris, une centaine d'usagers de drogues sont regroupés dans le 19e-arrondissement, tandis que la mairie s'oppose à nouveau à Valérie Pécresse, pour qui la seule issue est l’obligation de soins dans des centres fermés.

#### Strasbourg
Une  salle est ouverte le 7 novembre 2016 à Strasbourg par l’Association Ithaque, dans l’enceinte du Nouvel Hôpital civil, et dans des conditions plus consensuelles qu'à Paris.

«ARGOS», salle de consommation à moindre risque de Strasbourg
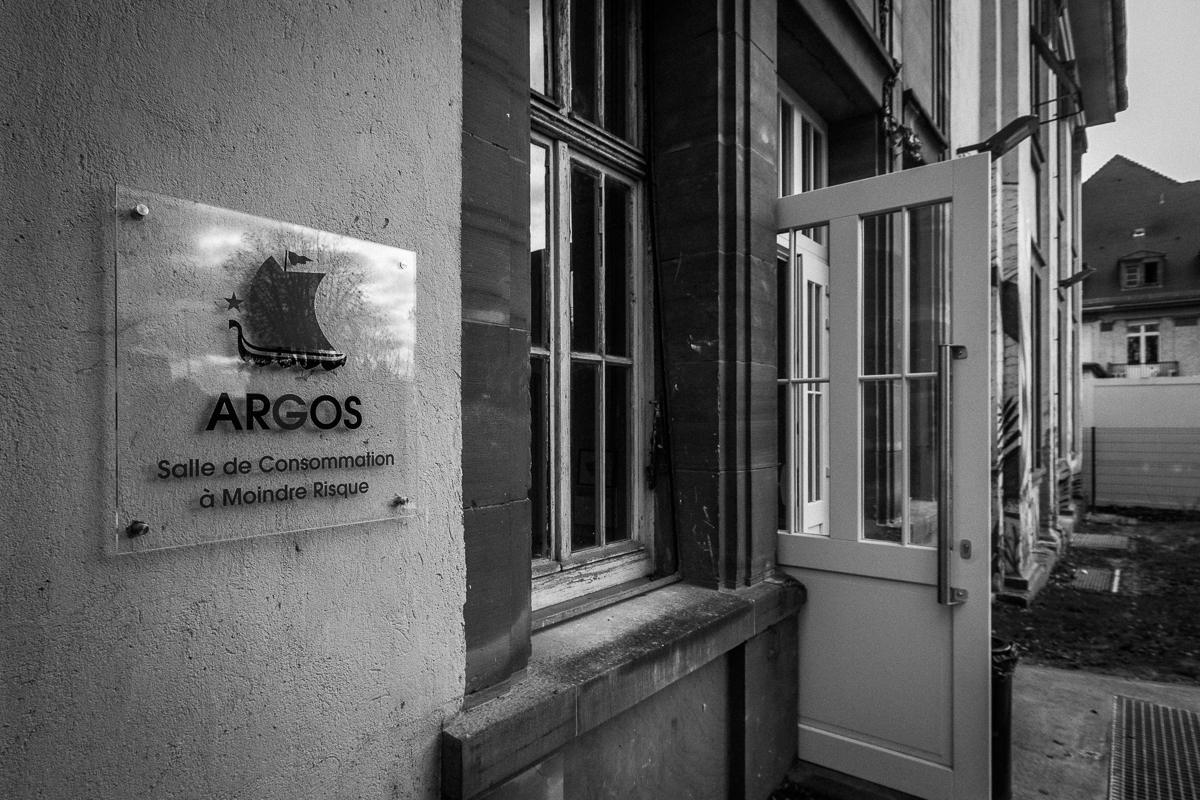
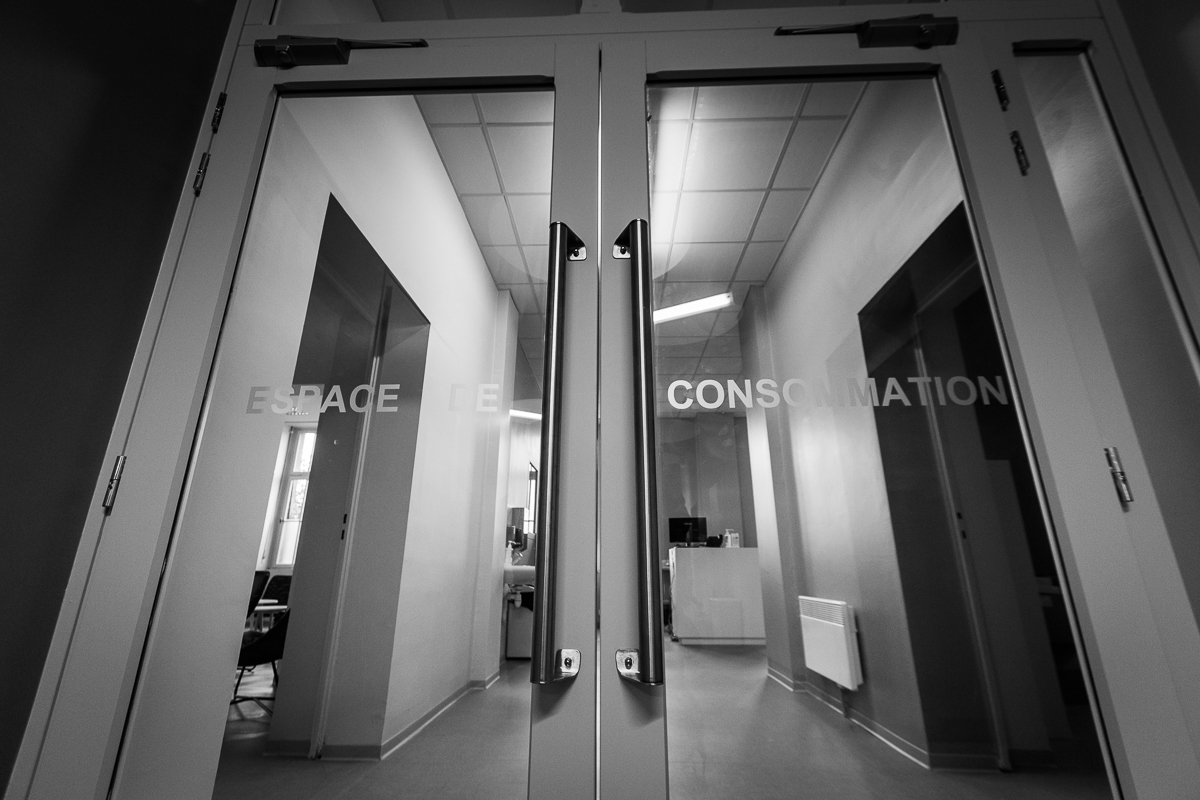
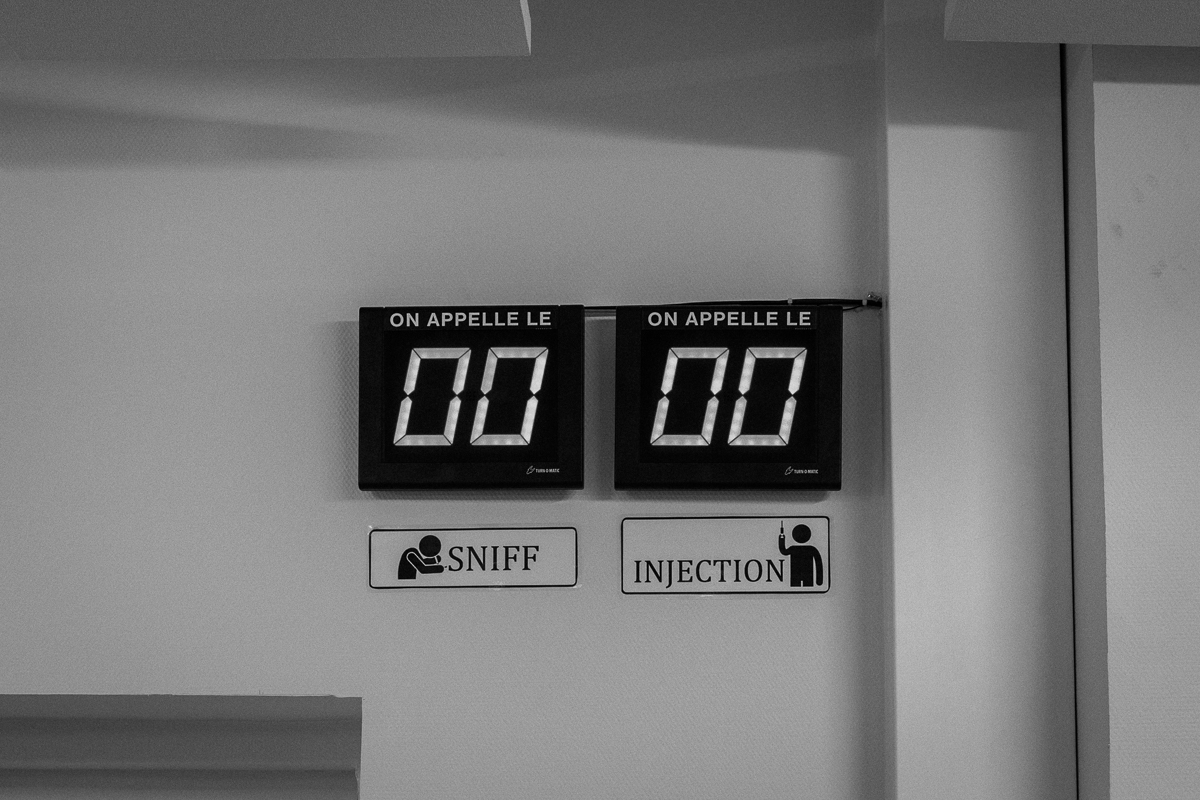
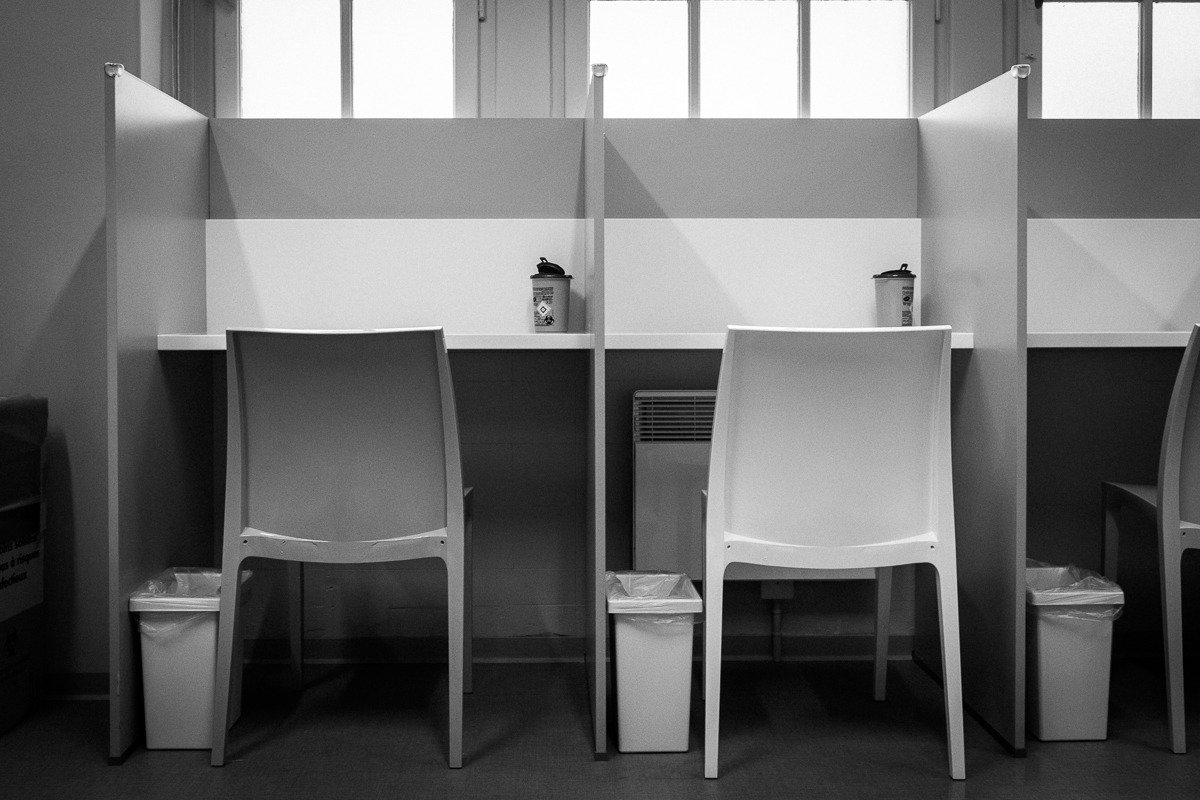
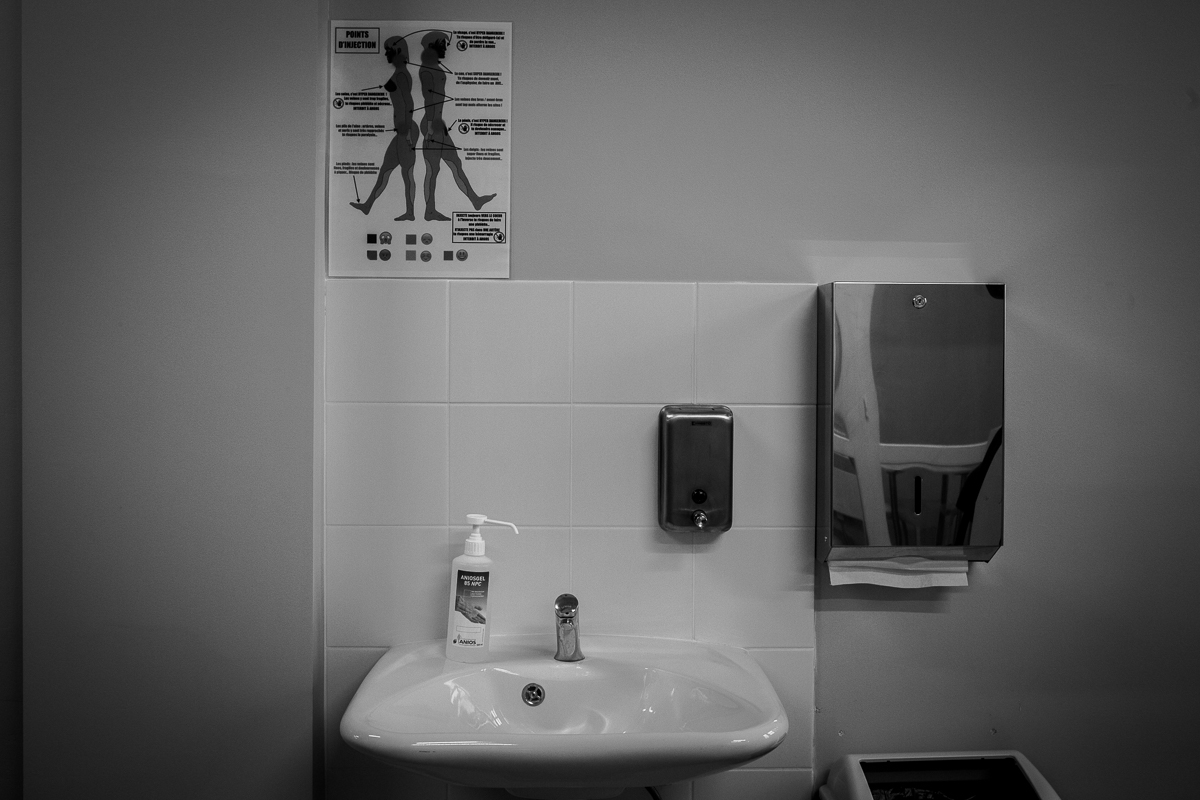
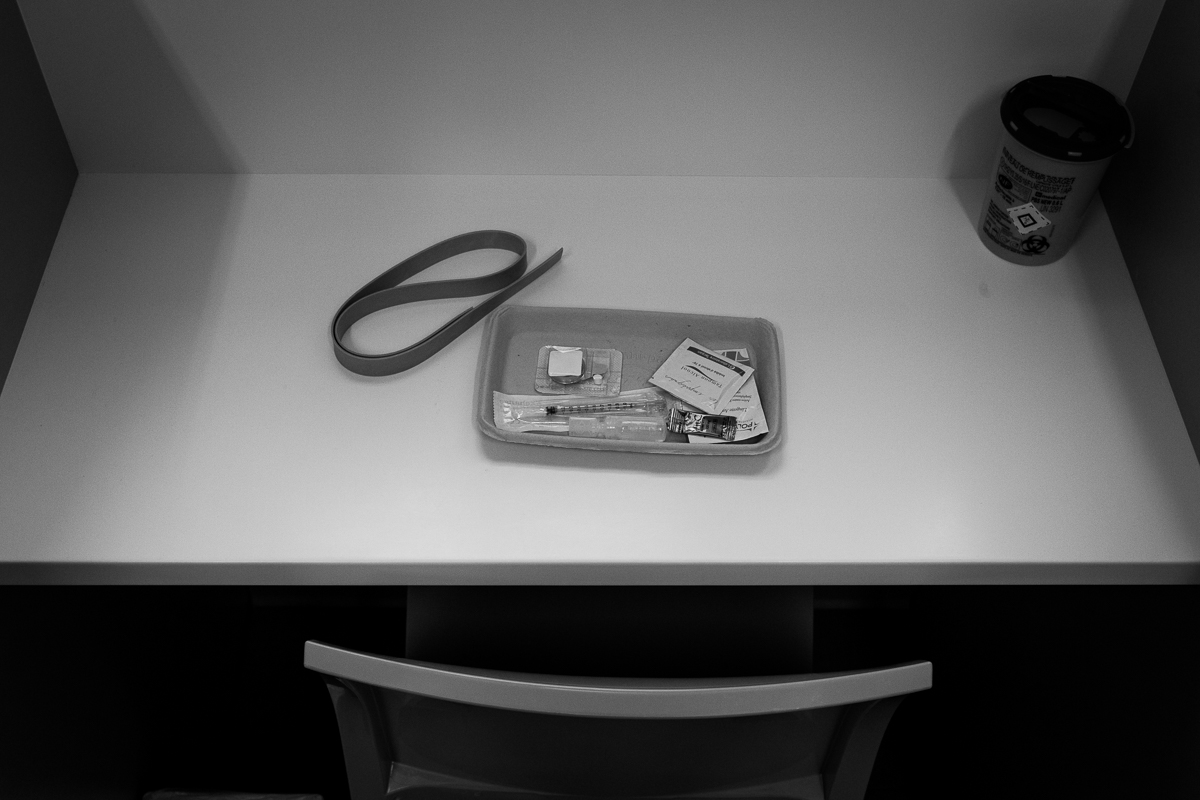

### Luxembourg
- 1985 : un Streetwork est initié par un employé du Comité National de Défense Sociale : première initiative à bas seuil sur le marché de la drogue et de la prostitution au Luxembourg avec distribution de préservatifs et échange de seringues.
- 1993 : achat d'une camionnette (The Camionnette) en tant que point de contact mobile pour les sans-abris et les toxicomanes.
- 1996 : un minibus modifié a été acheté pour limiter les dommages causés aux utilisateurs de drogues injectables.
- 1999 : à la suite du vote de la loi autorisant l’ouverture de salle de consommation, ouverture du contact Abrigado / Scene en remplacement du trop petit van. En face de la gare principale de la ville. Les années suivantes, le nombre de clients a augmenté constamment. Les offres ont été adaptées et développées en conséquence.
- 2003 : le "Nuetseil", refuge d'urgence pour toxicomanes, est hébergé dans une structure provisoire de conteneurs dans le district de Bonnevoie, ainsi que dans la structure quotidienne Abrigado (Contact Café).
- 2005 : une salle de consommation est pour la première fois ouverte au Luxembourg et intégrée au centre Abrigado / Nuetseil, en public et dans la scène, aussi appelé "Fixerstuff". Depuis lors, la structure fonctionne parallèlement au Kontakt Café, en raison de son concept. Surface 400m². La structure a changé de nom et devient le centre d'aide aux toxicomanes "Tox-In".
- 2012 : la salle de consommation, le contact caarud, le service infirmier et le service de nuit s'installent dans de nouveaux locaux à l'Abrigado.

### Pays-Bas
Aux Pays-Bas, où la consommation de drogue ne relève pas de la criminalité mais de la santé publique, 37 salles dans 25 villes en 2012 permettent non seulement la consommation d'héroïne, de crack et de cocaïne, mais aussi du cannabis, voire de l'alcool.
En 2000, le VIH n'est plus détecté chez les consommateurs de drogues par injection.

### Suisse
Le premier local d'injection date de 1986. La création de tel local figure, depuis les années 1990, comme un des quatre piliers essentiels du gouvernement fédéral suisse dans sa politique en matière de drogue (prévention, thérapie, réduction des risques et répression),.
Des locaux d'injection de drogue existent en 2011 dans une quinzaine de villes de Suisse alémanique et, pour la Suisse romande, à Genève et à Bienne. Un projet a été refusé à Lausanne en 2007, avant qu'une salle ne voie finalement le jour en octobre 2018 .
Une forte diminution des morts par overdose ou du SIDA chez les toxicomanes est alors observée,.

## Motivations
Les partisans avancent que cette politique s'inscrit dans une démarche de réduction des risques visant à réduire le nombre d'overdoses et les décès qui en découlent et à limiter les risques de transmission d'hépatites virales ou du VIH.
Elles constituent souvent un premier contact avec des personnes droguées très marginalisées et permet des actions de réduction des risques[réf. souhaitée]. 

## Controverses
La mise en place de ces salles polarise les débats. En France, l'expertise de l'Institut national de la santé et de la recherche médicale (Inserm) en recommande l'expérimentation. Les associations sont partagées sur la question. Les associations de réduction des risques, de lutte contre le sida et les hépatites soutiennent le projet, notamment au Canada, en France, en Espagne, au Portugal. Elle est combattue par certaines associations de quartier qui y voient un danger mais est soutenue par d'autres. L'Organe international de contrôle des stupéfiants a émis une recommandation à l'intention des gouvernements dans laquelle elle préconise la fermeture des salles de consommation à moindre risque. En France, l'Académie nationale de médecine s'est également prononcée contre l'ouverture de ces salles. Le conseil national de l'Ordre des médecins a également pris position contre ces salles.
Les opposants y voient une façon de promouvoir l'usage de drogues par le biais de structures gouvernementales ou associatives, ils dénoncent les coûts de ce type de programmes et avancent que ces sites auraient une incidence sur la délinquance. 
Certaines associations de lutte contre la drogue ou de protection de personnes dépendantes dénoncent la posture de ces structures d'aide aux drogués sans fourniture d'un substitut opiacé légal (méthadone). Cela impliquerait une consommation de produit potentiellement très discutable d'un point de vue pharmacologique (généralement coupé avec d'autres substances), et constituerait une incitation indirecte au trafic illégal aux alentours de l'espace, mais également aux activités illégales permettant aux personnes dépendantes de financer leurs substances opiacées (racket, agressions). 
L'aspect anonyme de l'accès à ces salles qui fait partie intégrante de la démarche, ne permet pas en outre de limiter l'accès aux personnes dépendantes mineures.
Le professeur Jean Costentin analyse notamment les différents arguments avancés pour justifier l’instauration de ces salles. Selon lui, la mise en place de ces salles rompt avec la déontologie médicale et fait des médecins des complices de l'injection de produits inconnus, qui ne sont ni stériles, ni apyrogènes, à des doses inconnues. Cela permet d'affranchir les médecins de la responsabilité des troubles pouvant émaner de ces injections. C'est également un argument avancé par l'Ordre des médecins, qui craint que la complicité des médecins dans l'injection de produits illicites soit perçu comme une caution de leur part. 

#### Revue systématiquede la littérature scientifique internationale
- Potier C, Laprévote V, Dubois-Arber F, Cottencin O, Rolland B. Supervised injection services: What has been demonstrated? A systematic literature review. Drug and Alcohol Dependence 2014 ;145:48-68. http://www.drugandalcoholdependence.com/article/S0376-8716(14)01875-4/abstract